# Isla Hall (Alaska)
La isla Hall es una pequeña isla situada a 3,5 millas (5,6 kilómetros) al noroeste de la isla de St. Matthew, en el Mar de Bering en Alaska, Estados Unidos. Sirve como un sitio para las morsas del Pacífico. Presenta 5 millas (8,0 km) de largo y tiene una superficie de 6,1758 millas cuadradas (15 995 km²). El punto más alto es de 1610 pies (490 m). La isla está deshabitada. Forma parte del Alaska Maritime National Wildlife Refuge.

## Historia
Los primeros cazadores rusos conocían esta isla como Ostrov Morzhovoy (Walrus Island) (Tevenkov de 1852 mpa 20). El departamento ruso de hidrografía lo llamó Ostrov Sindsha, probablemente por el teniente Sind, su presunto descubridor.
El navegante y explorador Joseph Billings, de la Armada Imperial Rusa y el teniente Gavril Sarychev se detuvieron entre esta isla y la de San Mateo el 14 de julio de 1791 (OS). Desde 1875, esta isla ha sido llamada "Hall" en los mapas de América, presumiblemente por el teniente Robert Hall, que estaba con el capitán de Billings.